# 리시마코스 (아카르나니아)
아카르나니아의 리시마코스(현대 그리스어: Λυσίμαχος, 라틴어: Lysimachos)는 알렉산더 대왕의 유년기 스승 중의 한 명이다. 비록 소양이 미미한 사람이기는 하지만, 그는 자신을 포이닉스, 알렉산드로스 아킬레우스, 그리고 필리포스 펠레우스라고 부름으로써 많은 왕실 인사들로부터 환심을 샀다. 그리고 플루타르코스에 의하면, 이런 식으로 어린 왕자들의 스승들 중에 두 번째 지위를 얻었다고 전한다.

## 참고
- Smith, William, ed. (1870). Dictionary of Greek and Roman Biography and Mythology.